# Ethel (nome)
Ethel  è un nome proprio di persona inglese femminile.

## Varianti
- Alterati: Ethelyn[1]

## Origine e diffusione
Era in origine un ipocoristico di altri nomi che cominciano per Ethel-, come Etheldred, Ethelred ed Ethelinda; in tutti questi casi, l'elemento alla base di tali nomi è l'inglese antico æðel (che significa "nobile", dalla radice protogermanica *athala-) (il che rende Ethel, in sostanza, un corrispettivo di Adele).
Come abbreviazione, Ethel apparve nel XIX secolo, un periodo in cui tornarono in voga molti nomi inglesi antichi, attestandosi anche come nome autonomo verso la fine del secolo (va però notato che un corrispettivo, Æðelu, era usato già dagli anglosassoni); la sua diffusione venne quindi aiutata da alcuni romanzi di successo, come The Newcomes di William Makepeace Thackeray (1855) e The Daisy Chain di Charlotte Mary Yonge (1856).

## Onomastico
Il nome è adespota, ovvero non è portato da alcuna santa, quindi l'onomastico ricade il giorno di Ognissanti, il 1º novembre, oppure lo stesso giorno dei nomi da cui è fatto derivare.

## Persone

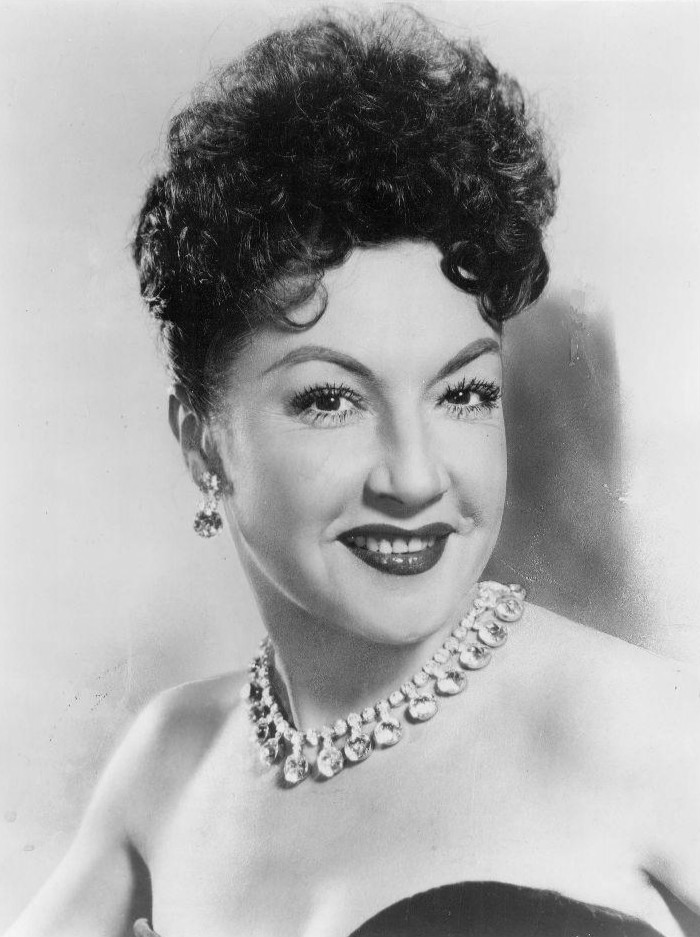
Ethel Merman

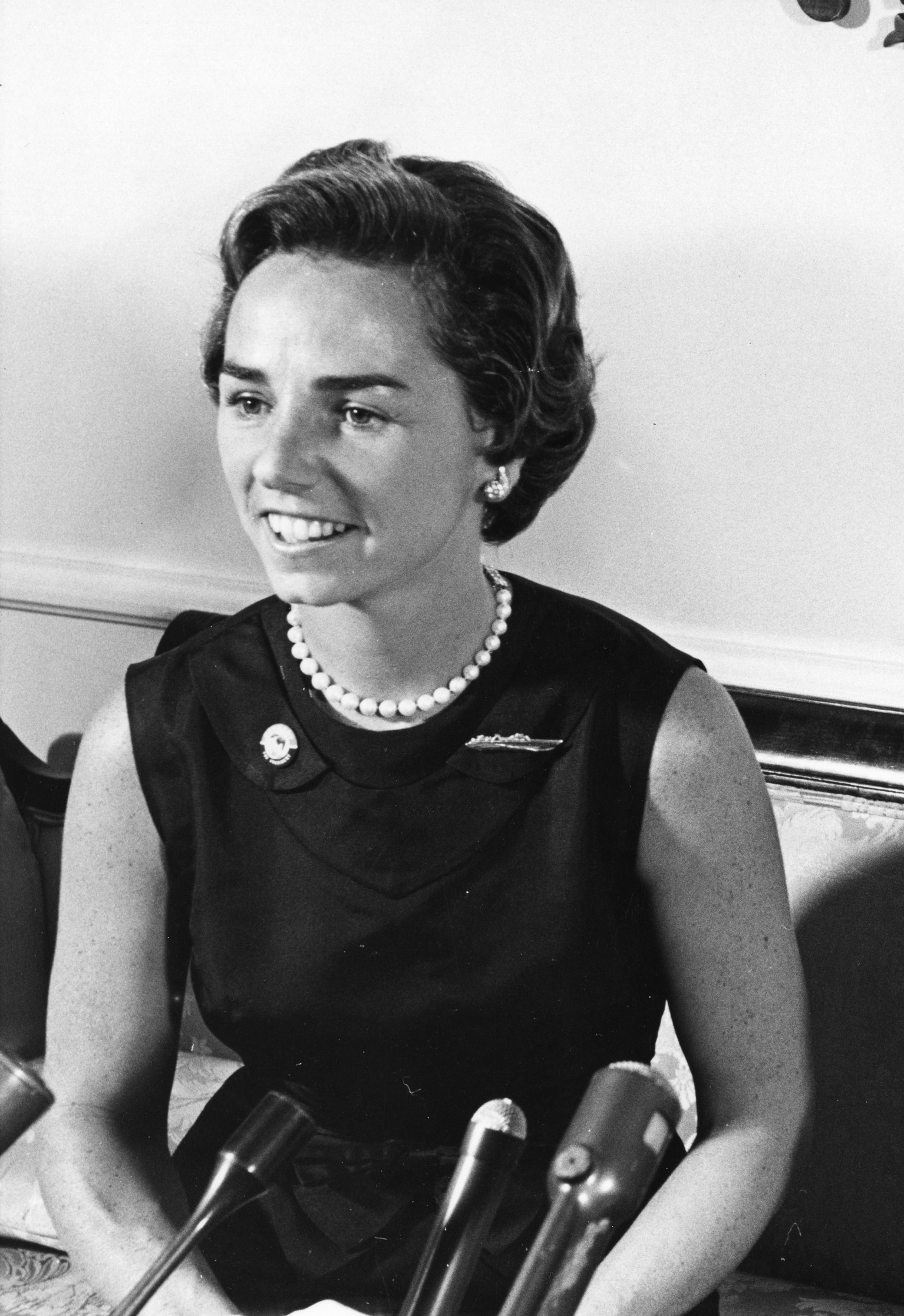
Ethel Skakel Kennedy

- Ethel Barrymore, attrice statunitense
- Ethel Lilian Boole, scrittrice irlandese
- Ethel Browning, attrice e sceneggiatrice statunitense
- Ethel Caterham, supercentenaria britannica
- Ethel Catherwood, atleta canadese
- Ethel Clayton, attrice statunitense
- Ethel Grandin, attrice statunitense
- Ethel Grenfell, nobildonna britannica
- Ethel Greenglass, attivista statunitense
- Ethel Lackie, nuotatrice statunitense
- Ethel Leginska, musicista, compositrice e direttrice d'orchestra britannica
- Ethel Maggi, attrice italiana
- Ethel Merman, cantante e attrice statunitense
- Ethel Skakel Kennedy, moglie di Robert Kennedy
- Ethel Smith, atleta canadese
- Ethel Smyth, compositrice britannica
- Ethel Thomson Larcombe, tennista e giocatrice di badminton britannica
- Ethel Lina White, scrittrice britannica
- Frances Ethel Gumm, vero nome dell'attrice, cantante e ballerina statunitense Judy Garland

## Toponimi
- 2032 Ethel è un asteroide della fascia principale, che prende il nome da Ethel Lilian Boole.